# San Bernardo
Sant Bernardo és una comuna i ciutat xilena, situada en la zona sud de la conurbació de Santiago. És capital de la Província de Maipo, a la Regió Metropolitana de Santiago i la sèptima comuna més poblada del país.
El centre de la ciutat és la seva Plaça d'Armes, que es troba a 18 quilòmetres en línia recta cap al sud de Santiago. Forma part del Gran Santiago, estant a una d'altitud de 599 m s. n. m. Juntament amb les comunes de Buin, Paine i Calera de Tango, conforma la província de Maipo i la qual és membre del Districte N° 14 i també de la 7a Circumscripció Senatorial (Regió Metropolitana).
D'acord amb les dades del cens de 2017, Sant Bernardo té un total de 301.313 habitants, els que es divideixen en 147.800 homes i 153.513 dones. És la cinquena comuna més poblada de la Regió i la Conurbació.